# Эльф (порода кошек)
Эльф (англ. Elf cat) — порода кошек, выведенная в 2006 году. Гибрид американского керла и канадского сфинкса.

## История
Кошка эльф является американкой по своему происхождению. В США в 2006 году селекционер Карен Нельсон и её подруга Кристен Лидом захотели создать нечто новое, что в итоге у них и получилось, результатом их долгой и экспериментальной работы стала порода «эльф». Представители породы, как принято считать, появились в результате частого скрещивания двух пород домашних кошек. В итоге кошка Эльф что-то среднее между американским керлом и сфинксом, которых и принято считать прародителями породы.
Название порода получила за свои необычные изогнутые уши.
Но по сей день порода так и не получила признания ни в одной системе.

## Описание
Главная особенность и отличительная черта данной породы это необыкновенные уши, они широкие у основания и суженные к концу, при этом они еще и плавно загнуты в дугу на своих кончиках.
Глаза у эльфов формы ореха, располагаются на мордочке немного под углом.
Тело у представителей породы среднее по размеру. Эльфы, рожденные в первых поколениях зачастую наследуют от керлов шерсть, последующие же поколения рождаются лысыми, исключения представляют особи, у которых можно найти шерсть на конечностях, таких как лапы, хвост и уши. Тело гибкое и имеет довольно много складочек. Еще одной интересной особенностью могут стать усы и брови, которых вовсе может и не быть, а в тех редких случаях, когда они есть, то присутствуют исключительно в виде одиночных волосков. При ощупе эльфов кожа напоминает кашемир.

## Окрас
Окрас кожи у этой породы может быть любой, помимо этого на коже может присутствовать рисунок.

## Характеристики
По характеру это очень ласковые и приветливые кошки, они отлично ладят с членами семьи и с детьми, даже самыми маленькими. Помимо этого эльфы очень общительные и любящие внимание. Сообразительные они быстро находят общий язык со всеми, если в доме также присутствует собака, они и к ней найдут подход. Представители породы хотят участвовать во всех делах хозяина, так как обладают природным любопытством. Ко всему прочему эльфы любят спать со своими хозяевами, очень любят комфорт и тепло(выгуливать их во время холодов противопоказаны), но выгуливать их в летнее время на свежий воздух можно на поводке.
На сегодняшний день из-за того, что порода слишком молодая, не удалось выявить её предрасположенности к каким-либо болезням. Так же неизвестна продолжительность жизни представителей данной породы. По данным, если все сделать правильно чтобы содержать этих кошек(не пускать сквозняки когда они болеют, купить их домики, соблюдать генетические чистки этой породы по всем правилам без ошибок и так далее), они могут прожить 16-18 лет максимум. А если неправильно, то меньше.

## Содержание
Из-за отсутствия шерсти за кошкой следует следить, чтобы кошка не поцарапалась или не поранила себя. Купать кошек следует каждую неделю. Чистка ушей тоже должна стать привычной процедурой наравне с купанием.
Ко всему прочему бытует мнение, что на кошек породы эльф не бывает аллергии у людей, но бесшерстность не является гарантией этого, аллергия может быть на кошачий белок (слюну, кожу и другие выделения).

## Разведение
Представителей кошек породы эльф можно вязать с канадскими сфинксами. Но наиболее ценными считаются котята полученные от вязок между представителями породы «эльф».
При вязках эльфа со сфинксом половина котят рождается прямоухими, половина с закрученными ушками.
При вязках эльфа с эльфом все котята рождаются с закрученными ушками.
В одном помете может родиться от 1 до 7 котят.